# The Gore Gore Girls
 (novembre 2021).
Si vous disposez d'ouvrages ou d'articles de référence ou si vous connaissez des sites web de qualité traitant du thème abordé ici, merci de compléter l'article en donnant les références utiles à sa vérifiabilité et en les liant à la section « Notes et références ».
Pour plus de détails, voir Fiche technique et Distribution.
The Gore Gore Girls, aussi distribué sous le nom Blood Orgy, est un film d'horreur  américain, sorti en 1972 et réalisé par Herschell Gordon Lewis.

## Synopsis
Un soir, des streap-teaseuses se font tuer dans d'atroces circonstances par un tueur à l'identité inconnue. Une journaliste, du nom de Nancy Weston, fait appel à un détective privé qui est chargé de découvrir qui est réellement l'assassin, ce qui ferait son article pour le journal.

## Fiche technique
- Musique : Herschell Gordon Lewis
- Budget : 63,500 $ (estimation)
- Langue : anglais
- Format : Couleur
- Genre : Gore, épouvante-horreur
- Film interdit aux moins de 16 ans